# Jaguar R2
Chronologie des modèles (2001)
Jaguar R1 Jaguar R3
La Jaguar R2 est la monoplace de Formule 1 engagée par l'écurie Jaguar Racing lors de la saison 2001 de Formule 1. Elle est pilotée par le Britannique Eddie Irvine, le Brésilien Luciano Burti et l'Espagnol Pedro de la Rosa. Le Sud-Africain Tomas Scheckter en est le pilote d'essais.

## Historique

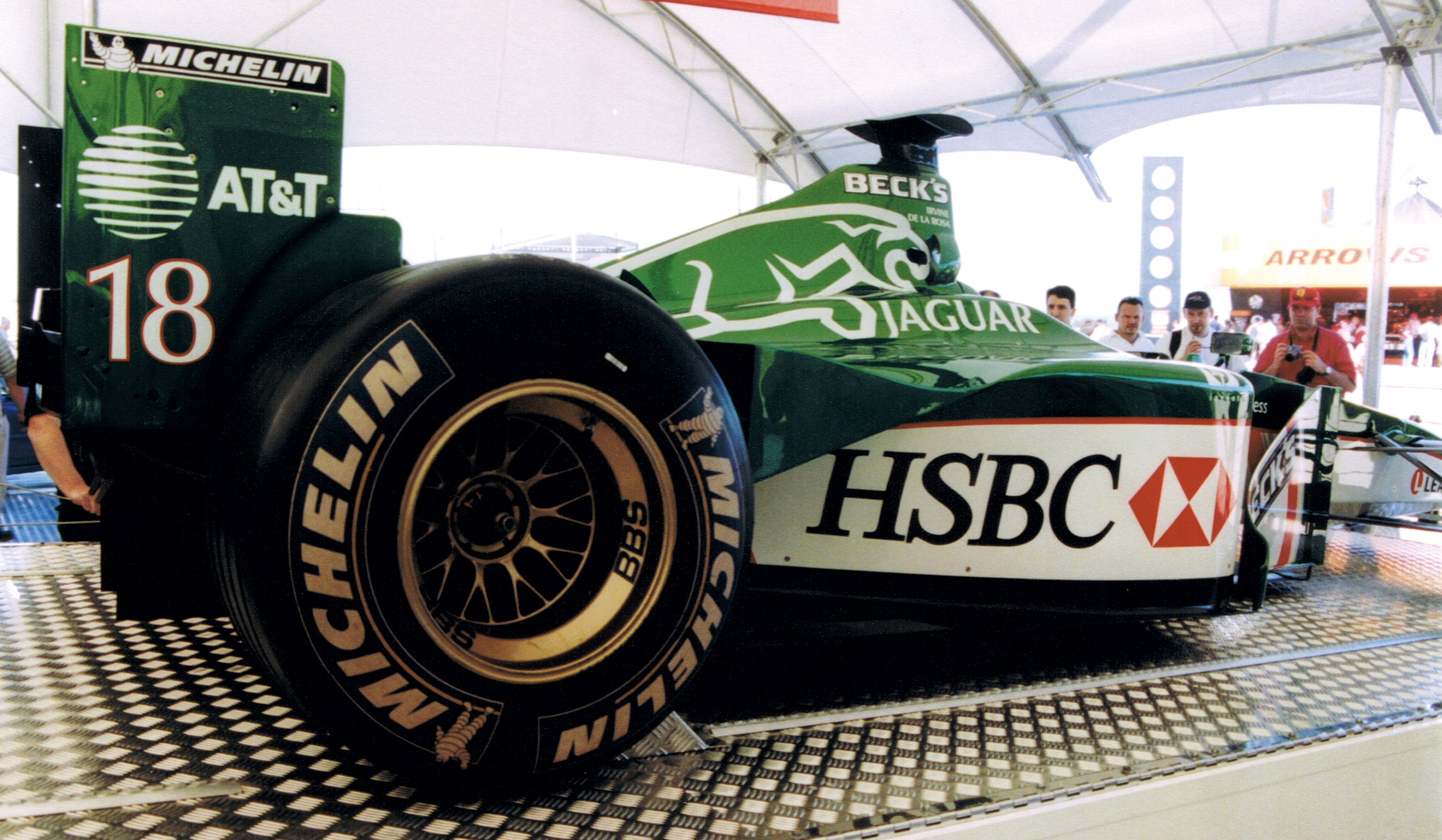
Le train arrière de la Jaguar R2.

La saison 2001 est une année de confirmation pour l'écurie anglaise qui a marqué quatre points la saison précédente. La R2 est conçue par Steve Nichols, Gary Anderson ayant été licencié à la fin de l'année 2000. La voiture, évolution de la Jaguar R1, est dotée d'une nouvelle boîte de vitesses et d'un package aérodynamique corrigé.
L'ancien pilote d'essais de l'écurie, Luciano Burti, a été titularisé mais sa présence au sein de Jaguar est de courte durée : à l'issue du Grand Prix de Saint-Marin, il est limogé et remplacé par Pedro de la Rosa alors qu'il a rallié l'arrivée à trois reprises sur quatre Grands Prix, malgré la domination d'Irvine qui a subi trois abandons.  À Monaco, le pilote britannique obtient la sixième place en qualifications et concrétise cette bonne prestation par une troisième place sur la ligne d'arrivée, offrant ainsi à Jaguar son premier podium,,. Pedro de la Rosa, pour ses trois premières courses pour Jaguar, abandonne en raison de problèmes de fiabilité.
Lors du Grand Prix suivant, disputé au Canada, Pedro de la Rosa prend le point de la sixième place après s'être élancé de la quatorzième position tandis qu'Eddie Irvine s'accroche au premier tour avec le pilote Sauber Nick Heidfeld,. Les manches suivantes sont moins fructueuses pour l'écurie britannique, les pilotes ne parvenant pas à se dégager du milieu de grille.
La fin de la saison européenne s'avère difficile pour Jaguar : en effet, Eddie Irvine est victime de quatre abandons successifs dont l'un est la conséquence d'un accrochage avec son coéquipier en début de course du Grand Prix de Belgique, entraînant ainsi l'organisation d'un second départ auquel le pilote britannique ne prend pas part. En Italie, de la Rosa signe sa meilleure performance de la saison en terminant cinquième de la course. Irvine imite son coéquipier dès la manche suivante, disputée aux États-Unis.
À la fin de la saison, Jaguar Racing termine à la huitième place du championnat des constructeurs avec neuf points. Eddie Irvine prend la douzième place du championnat des pilotes avec six points tandis que Pedro de la Rosa se classe seizième avec trois points. Le directeur de l'écurie, Bobby Rahal, qui avait tenté de recruter Adrian Newey en vain, est remplacé par le triple champion du monde Niki Lauda.

## Résultats en championnat du monde de Formule 1

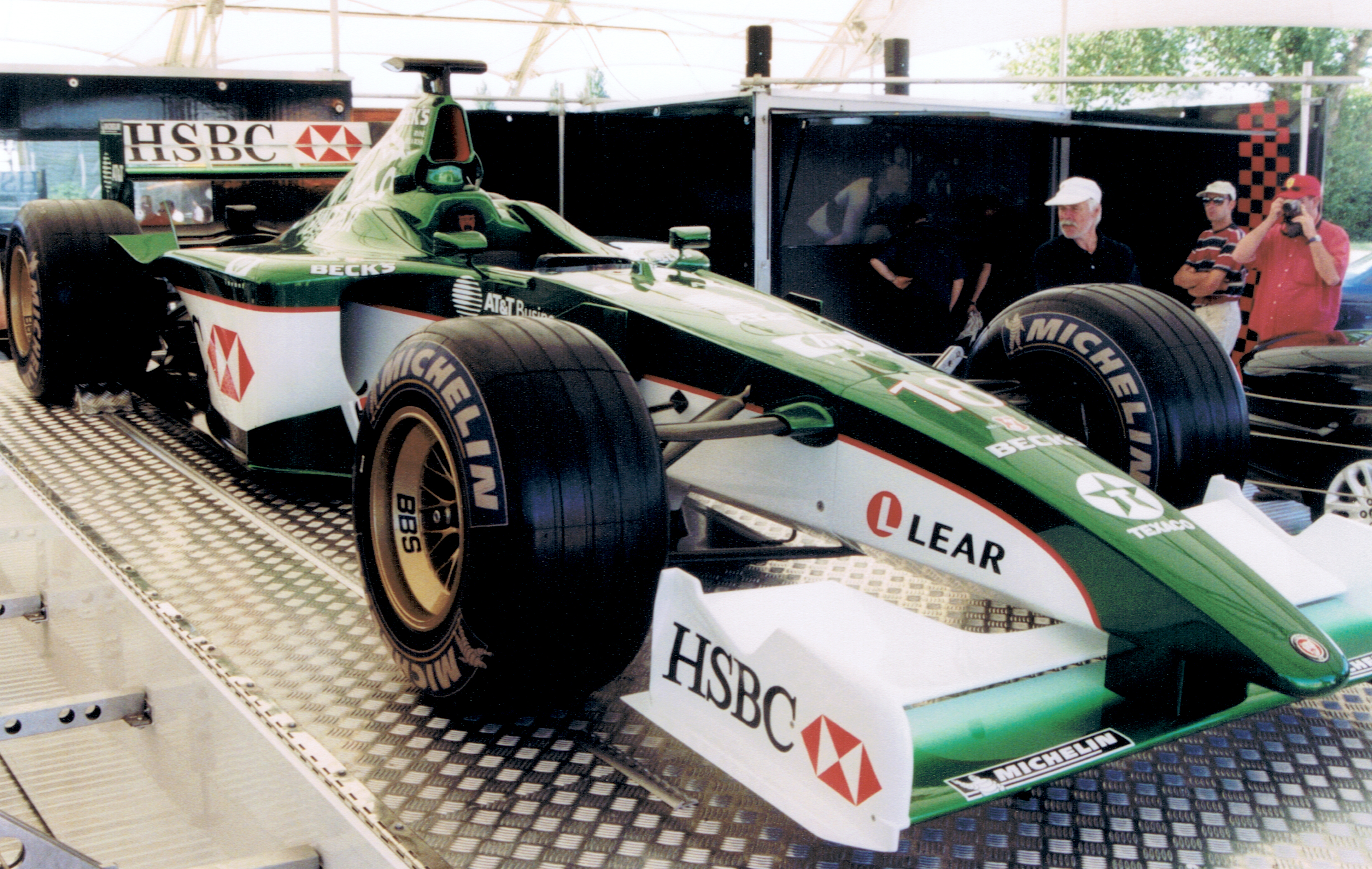
La Jaguar R2 d'Eddie Irvine exposée en marge du Grand Prix de France 2001.

| Saison | Écurie        | Moteur                 | Pneus    | Pilotes          | Courses | Courses | Courses | Courses | Courses | Courses | Courses | Courses | Courses | Courses | Courses | Courses | Courses | Courses | Courses | Courses | Courses | Points inscrits | Classement |
| Saison | Écurie        | Moteur                 | Pneus    | Pilotes          | 1       | 2       | 3       | 4       | 5       | 6       | 7       | 8       | 9       | 10      | 11      | 12      | 13      | 14      | 15      | 16      | 17      | Points inscrits | Classement |
| ------ | ------------- | ---------------------- | -------- | ---------------- | ------- | ------- | ------- | ------- | ------- | ------- | ------- | ------- | ------- | ------- | ------- | ------- | ------- | ------- | ------- | ------- | ------- | --------------- | ---------- |
| 2001   | Jaguar Racing | Ford Cosworth CR-3 V10 | Michelin |                  | AUS     | MAL     | BRÉ     | SMR     | ESP     | AUT     | MON     | CAN     | EUR     | GBR     | FRA     | ALL     | HON     | BEL     | ITA     | USA     | JAP     | 9               | 8e         |
| 2001   | Jaguar Racing | Ford Cosworth CR-3 V10 | Michelin | Eddie Irvine     | 11e     | Abd     | Abd     | Abd     | Abd     | 7e      | 3e      | Abd     | 7e      | Abd     | 9e      | Abd     | Abd     | Abd     | Abd     | 5e      | Abd     | 9               | 8e         |
| 2001   | Jaguar Racing | Ford Cosworth CR-3 V10 | Michelin | Luciano Burti    | 8e      | 10e     | Abd     | 11e     |         |         |         |         |         |         |         |         |         |         |         |         |         | 9               | 8e         |
| 2001   | Jaguar Racing | Ford Cosworth CR-3 V10 | Michelin | Pedro de la Rosa |         |         |         |         | Abd     | Abd     | Abd     | 6e      | 8e      | 14e     | 12e     | Abd     | 11e     | Abd     | 5e      | 12e     | Abd     | 9               | 8e         |

Légende : ici 